# Fundació ACA

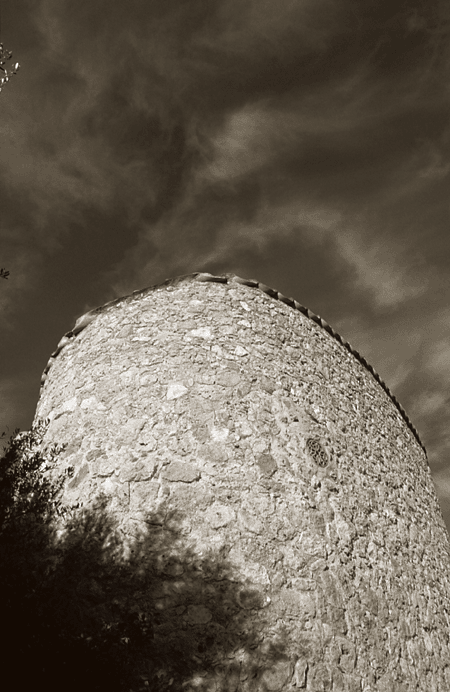
Torre

La Fundació ACA (Àrea Creació Acústica) és un espai per a la creació sonora al poble de Búger, a l'illa de Mallorca. En 2008 va rebre un dels Premis 31 de Desembre de l'Obra Cultural Balear.
Ideada pel compositor Antoni Caimari i Alomar el 1978, el 1985 es constitueix Per a reforçar aquests propòsits el 1993 el Consell de Mallorca assumeix la Presidència d'honor per a potenciar la seva cultura i el seu patrimoni artístic, representada des d'un ampli Patronat en el que hi figuren artistes, intel·lectuals i diverses entitats representatives de l'àmbit cultural de Mallorca, així com aquelles institucions que s'han involucrat directament als seus projectes com són el Consell de Mallorca, la Conselleria d'Educació i Cultura del Govern Balear, l'Ajuntament de Búger, l'Ajuntament de Palma, l'Ajuntament de sa Pobla i el Conservatori Professional de Música i Dansa de les Illes Balears.

## Activitats

### Encontre Internacional de Compositors
El Festival de música contemporània que se celebra des del 1980 en diverses seus, és el referent i emblema de la Fundació.

### Parc de les Olors de les Balears
En 2020 es va posar en marxa a sa Vacal de Búger un projecte d'agricultura ecològica de plantes aromàtiques, medicinals i culinàries per donar a conèixer les propietats i els seus usos i fomentar la cooperació d'espais de cultiu.